# Frobeniushomomorphismus
Der Frobeniushomomorphismus oder Frobenius-Endomorphismus ist in der Algebra ein Endomorphismus von Ringen, deren Charakteristik eine Primzahl ist. Der Frobeniushomomorphismus ist nach dem deutschen Mathematiker Ferdinand Georg Frobenius benannt.

## Frobeniusendomorphismus eines Rings

### Definition
Es sei {\displaystyle R} ein kommutativer unitärer Ring mit der Charakteristik {\displaystyle p}, wobei {\displaystyle p} eine Primzahl ist. Als Frobeniushomomorphismus wird die Abbildung
{\displaystyle \phi _{p}\colon R\to R,\ \ x\mapsto x^{p}}
bezeichnet. Sie ist ein Ringhomomorphismus.
Ist {\displaystyle q=p^{e}}, dann ist auch
{\displaystyle \phi _{q}=\phi _{p^{e}}\colon R\to R,\ \ x\mapsto x^{q}}
ein Ringhomomorphismus.

### Beweis der Homomorphieeigenschaft
Die Abbildung {\displaystyle \phi _{p}} ist verträglich mit der Multiplikation in {\displaystyle R}, da aufgrund der Potenzgesetze
{\displaystyle \phi _{p}(x\cdot y)=(x\cdot y)^{p}=x^{p}\cdot y^{p}=\phi _{p}(x)\cdot \phi _{p}(y)}
gilt. Ebenso gilt {\displaystyle \phi _{p}(1)=1^{p}=1.} Interessanterweise ist die Abbildung zudem mit der Addition in {\displaystyle R} verträglich, das heißt, es gilt {\displaystyle \phi _{p}(x+y)=\phi _{p}(x)+\phi _{p}(y)}. Mit Hilfe des Binomialsatzes folgt nämlich
{\displaystyle (x+y)^{p}=x^{p}+\left(\sum _{k=1}^{p-1}{\binom {p}{k}}x^{p-k}y^{k}\right)+y^{p}}
Da {\displaystyle p} eine Primzahl ist, teilt {\displaystyle p} zwar {\displaystyle p!}, aber nicht {\displaystyle m!} für {\displaystyle m<p}. Da die Charakteristik {\displaystyle p} deshalb den Zähler, aber nicht den Nenner der Binomialkoeffizienten
{\displaystyle {\binom {p}{k}}={\frac {p!}{k!(p-k)!}}}
teilt, verschwinden die Binomialkoeffizienten in der obigen Formel. Die Addition vereinfacht sich zu
{\displaystyle (x+y)^{p}=x^{p}+y^{p}.}
Daher ist der Frobeniushomomorphismus verträglich mit der Addition in {\displaystyle R}. Diese Gleichung wird im englischsprachigen Raum als Freshman’s Dream (der Traum des Anfängers) bezeichnet.

### Verwendung
Im Folgenden ist {\displaystyle p} stets eine Primzahl und {\displaystyle q} eine Potenz von {\displaystyle p}. Alle vorkommenden Ringe oder Körper haben Charakteristik {\displaystyle p}.
- Nach dem Kleinen Satz von Fermat ist {\displaystyle \phi _{p}} auf dem Restklassenring {\displaystyle \mathbb {Z} /p\mathbb {Z} =\mathbb {F} _{p}} die Identität. Allgemeiner: Ist {\displaystyle \mathbb {F} _{q}} ein endlicher Körper, dann ist {\displaystyle \phi _{q}} die Identität.
- Ist {\displaystyle K} ein Körper, dann ist {\displaystyle \{x\in K:\phi _{p}(x)=x\}=\mathbb {F} _{p}}.
- Ist {\displaystyle \mathbb {F} _{q^{n}}/\mathbb {F} _{q}} eine Erweiterung endlicher Körper, dann ist {\displaystyle \phi _{q}} ein Automorphismus von {\displaystyle \mathbb {F} _{q^{n}}}, der {\displaystyle \mathbb {F} _{q}} elementweise fest lässt. Die Galoisgruppe {\displaystyle {\text{Gal}}(\mathbb {F} _{q^{n}}/\mathbb {F} _{q})} ist zyklisch und wird von {\displaystyle \phi _{q}} erzeugt.
- Ist {\displaystyle A} ein Ring, dann ist {\displaystyle \phi _{p}\colon A\to A} genau dann injektiv, wenn {\displaystyle A} keine nichttrivialen nilpotenten Elemente enthält. (Der Kern von {\displaystyle \phi _{p}} ist {\displaystyle \{a\in A:a^{p}=0\}}.)
- Ist {\displaystyle A} ein Ring und ist {\displaystyle \phi _{p}\colon A\to A} bijektiv, dann heißt der Ring perfekt (oder vollkommen).[1] In einem perfekten Ring besitzt jedes Element eine eindeutig bestimmte {\displaystyle p}-te Wurzel. Perfekte Körper zeichnen sich dadurch aus, dass sie keine inseparablen Erweiterungen besitzen.
- Der perfekte Abschluss eines Rings {\displaystyle A} lässt sich als induktiver Limes darstellen:

{\displaystyle A^{p^{-\infty }}=\varinjlim \left(A{\stackrel {\phi _{p}}{\longrightarrow }}A{\stackrel {\phi _{p}}{\longrightarrow }}A{\stackrel {\phi _{p}}{\longrightarrow }}\dots \right)}
- Die Additivität der Abbildung {\displaystyle x\mapsto x^{p}} wird auch in der Artin-Schreier-Theorie ausgenutzt.

## Frobeniusautomorphismen von lokalen und globalen Körpern
Die folgenden Annahmen dienen dazu, sowohl den Fall einer endlichen Galoiserweiterung algebraischer Zahlkörper als auch lokaler Körper zu beschreiben. Sei {\displaystyle A} ein Dedekindring, {\displaystyle K} sein Quotientenkörper, {\displaystyle L/K} eine endliche Galoiserweiterung, {\displaystyle B} der ganze Abschluss von {\displaystyle A} in {\displaystyle L}. Dann ist {\displaystyle B} ein Dedekindring. Sei weiter {\displaystyle {\mathfrak {P}}} ein maximales Ideal in {\displaystyle B} mit endlichem Restklassenkörper {\displaystyle \lambda =B/{\mathfrak {P}}}, außerdem {\displaystyle {\mathfrak {p}}={\mathfrak {P}}\cap A} und {\displaystyle \kappa =A/{\mathfrak {p}}}. Die Körpererweiterung {\displaystyle \lambda /\kappa } ist galoissch. Sei {\displaystyle G} die Galoisgruppe von {\displaystyle L/K}. Sie operiert transitiv auf den über {\displaystyle {\mathfrak {p}}} liegenden Primidealen von {\displaystyle B}. Sei {\displaystyle G_{\mathfrak {P}}} die Zerlegungsgruppe, d. h. der Stabilisator von {\displaystyle {\mathfrak {P}}}. Der induzierte Homomorphismus
{\displaystyle r:G_{\mathfrak {P}}\to {\text{Gal}}(\lambda /\kappa )}
ist surjektiv. Sein Kern ist die Trägheitsgruppe.
Es sei nun {\displaystyle {\mathfrak {P}}} unverzweigt, d. h. {\displaystyle {\mathfrak {p}}B_{\mathfrak {P}}={\mathfrak {P}}}. Dann ist der Homomorphismus {\displaystyle r} ein Isomorphismus. Der Frobeniusautomorphismus {\displaystyle {\text{Frob}}_{\mathfrak {P}}\in {\text{Gal}}(L/K)} (auch Frobeniuselement) ist das Urbild des Frobeniusautomorphismus {\displaystyle \phi _{|\kappa |}\in {\text{Gal}}(\lambda /\kappa )} unter {\displaystyle r}. Er ist durch die folgende Eigenschaft eindeutig charakterisiert:
{\displaystyle {\text{Frob}}_{\mathfrak {P}}b\equiv b^{|\kappa |}\mod {\mathfrak {P}}}
Weil {\displaystyle G} auf den Primidealen über {\displaystyle {\mathfrak {p}}} transitiv operiert, sind die Frobeniusautomorphismen zu ihnen konjugiert, so dass ihre Konjugationsklasse durch {\displaystyle {\mathfrak {p}}} eindeutig festgelegt ist. Falls die Erweiterung {\displaystyle L/K} abelsch ist, erhält man einen eindeutigen Frobeniusautomorphismus {\displaystyle {\text{Frob}}_{\mathfrak {p}}\in {\text{Gal}}(L/K)}.
Frobeniusautomorphismen sind von zentraler Bedeutung für die Klassenkörpertheorie: In der idealtheoretischen Formulierung wird die Reziprozitätsabbildung von der Zuordnung {\displaystyle {\mathfrak {p}}\mapsto {\text{Frob}}_{\mathfrak {p}}} induziert. Konjugationsklassen von Frobeniusautomorphismen sind der Gegenstand des tschebotarjowschen Dichtigkeitssatzes. Ferdinand Georg Frobenius hatte die Aussage des Dichtigkeitssatzes bereits 1880 vermutet, deshalb sind die Automorphismen nach ihm benannt.

## Absoluter und relativer Frobenius für Schemata

### Definition
Sei {\displaystyle p} eine Primzahl und {\displaystyle X} ein Schema über {\displaystyle \mathbb {F} _{p}}. Der absolute Frobenius {\displaystyle \phi _{X}\colon X\to X} ist definiert als Identität auf dem topologischen Raum und {\displaystyle p}-Potenzierung auf der Strukturgarbe. Auf einem affinen Schema {\displaystyle {\text{Spec }}A} ist der absolute Frobenius durch den Frobenius des zugrundeliegenden Ringes gegeben, wie man an den globalen Schnitten ablesen kann. Dass die Primideale fest bleiben, übersetzt sich in die Äquivalenz {\displaystyle a\in {\mathfrak {p}}\iff a^{p}\in {\mathfrak {p}}}.
Sei nun {\displaystyle X\to S} ein Morphismus von Schemata über {\displaystyle \mathbb {F} _{p}}. Das Diagramm
{\displaystyle {\begin{matrix}X&{\stackrel {\phi _{X}}{\longrightarrow }}&X\\\downarrow &&\downarrow \\S&{\stackrel {\phi _{S}}{\longrightarrow }}&S\end{matrix}}}
kommutiert und induziert den relativen Frobeniusmorphismus
{\displaystyle F_{X/S}\colon X\to X^{(p/S)}=S\times _{\phi _{S},S}X}
der ein Morphismus über {\displaystyle S} ist. Ist {\displaystyle S={\text{Spec }}A} das Spektrum eines perfekten Rings {\displaystyle A}, dann ist {\displaystyle \phi _{S}} ein Isomorphismus, also {\displaystyle X^{(p/S)}\cong X}, aber dieser Isomorphismus ist im Allgemeinen kein Morphismus über {\displaystyle S}.

### Beispiel
- Mit {\displaystyle X=S[T_{1},\dots ,T_{n}]} ist {\displaystyle X^{(p)}\cong S[T_{1},\dots ,T_{n}]} (über {\displaystyle S}), und der relative Frobenius ist in Koordinaten gegeben durch:

{\displaystyle T_{i}\mapsto T_{i}^{p}}
- Ist {\displaystyle B=A[T_{1},\dots ,T_{n}]/(f_{1},\dots ,f_{m})}, dann ist {\displaystyle ({\text{Spec }}B)^{(p/{\text{Spec }}A)}=A[T_{1}^{p},\dots ,T_{n}^{p}]/({\tilde {f}}_{1},\dots ,{\tilde {f}}_{m})}, wobei {\displaystyle {\tilde {f}}} bedeuten soll, dass die Koeffizienten in die {\displaystyle p}-te Potenz erhoben werden. Der relative Frobenius {\displaystyle ({\text{Spec }}B)^{(p/{\text{Spec }}A)}\to B} wird von {\displaystyle T_{i}\mapsto T_{i}^{p}} induziert.

### Eigenschaften
- {\displaystyle F_{X/S}} ist ganz, surjektiv und radiziell. Für {\displaystyle X/S} lokal von endlicher Präsentation ist {\displaystyle F_{X/S}} genau dann ein Isomorphismus, wenn {\displaystyle X/S} étale ist.[4]
- Wenn {\displaystyle X/S} flach ist, besitzt {\displaystyle X^{(p/S)}} die folgende lokale Beschreibung: Sei {\displaystyle {\text{Spec }}A} eine offene affine Karte von {\displaystyle X}. Mit der symmetrischen Gruppe {\displaystyle S_{p}} und {\displaystyle \textstyle N=\sum _{\sigma \in S_{p}}\sigma } setze {\displaystyle A^{(p)}=(A^{\otimes p})^{S_{p}}/N\cdot A^{\otimes p}}. Die Multiplikation definiert einen Ringhomomorphismus {\displaystyle A^{(p)}\to A}, und durch Verkleben von {\displaystyle {\text{Spec }}A^{(p)}} erhält man das Schema {\displaystyle X^{(p)}}.[5]

### Satz von Lang
Ein Satz von Serge Lang besagt: Sei {\displaystyle G} ein algebraisches oder affines zusammenhängendes Gruppenschema über einem endlichen Körper {\displaystyle \mathbb {F} _{q}}. Dann ist der Morphismus
{\displaystyle L:x\mapsto x^{-1}\cdot F_{q}(x)}
treuflach. Ist {\displaystyle G} algebraisch und kommutativ, ist {\displaystyle L} also eine Isogenie mit Kern {\displaystyle G(\mathbb {F} _{q})}, die Lang-Isogenie. Ein Korollar ist, dass jeder {\displaystyle G}-Torsor trivial ist.
Beispiele:
- Für {\displaystyle G=\mathbb {G} _{a}} erhält man den Artin-Schreier-Morphismus.
- Für {\displaystyle G={\text{GL}}_{n}} erhält man die Aussage, dass jede zentrale einfache Algebra vom Rang {\displaystyle n} über einem endlichen Körper eine Matrizenalgebra ist, für alle {\displaystyle n} zusammengenommen also den Satz von Wedderburn.

### Frobenius und Verschiebung für kommutative Gruppen
Sei {\displaystyle S} ein Schema und {\displaystyle G/S} ein flaches kommutatives Gruppenschema. Die obige Konstruktion realisiert {\displaystyle G^{(p/S)}} als Unterschema des symmetrischen Produkts {\displaystyle G^{p}/S_{p}} (falls dieses existiert, andernfalls muss man mit einem kleineren Unterschema von {\displaystyle G^{p}} arbeiten), und durch Verkettung mit der Gruppenmultiplikation erhält man einen kanonischen Morphismus {\displaystyle V_{G/S}\colon G^{(p/S)}\to G}, die Verschiebung. Der Name kommt daher, dass die Verschiebung bei Wittvektoren die Abbildung
{\displaystyle (x_{0},x_{1},x_{2},\dots )\mapsto (0,x_{0},x_{1},\dots )}
ist.
Es gilt:
- {\displaystyle V_{G/S}\circ F_{G/S}=p,\ \ F_{G/S}\circ V_{G/S}=p}

(Multiplikation mit {\displaystyle p} in der Gruppe {\displaystyle G} bzw. {\displaystyle G^{(p)}}).
- {\displaystyle {\text{Lie}}(G/S)={\text{Lie}}(\ker(F_{G/S})/S)}
- Ist {\displaystyle G/S} ein endliches flaches kommutatives Gruppenschema, dann vertauscht die Cartier-Dualität Frobenius und Verschiebung:

{\displaystyle F_{D(G)/S}=D(V_{G/S}),\ \ V_{D(G)/S}=D(F_{G/S})}
Eine endliche kommutative Gruppe {\displaystyle G} über einem Körper ist genau dann
- vom multiplikativen Typ, wenn {\displaystyle V} ein Isomorphismus ist.
- étale, wenn {\displaystyle F} ein Isomorphismus ist.
- infinitesimal, wenn {\displaystyle F^{n}=0\colon G\to G^{(p^{n})}=((G^{(p)})\dots )^{(p)}} für {\displaystyle n} groß.
- unipotent, wenn {\displaystyle V^{n}=0\colon G^{(p^{n})}\to G} für {\displaystyle n} groß.

Die Charakterisierung von Gruppen durch Eigenschaften von {\displaystyle F} und {\displaystyle V} ist der Ausgangspunkt der Dieudonné-Theorie.
Beispiele:
- Für konstante Gruppen ist {\displaystyle F={\text{id}}} und {\displaystyle V=p}.
- Für diagonalisierbare Gruppen ist {\displaystyle F=p} und {\displaystyle V={\text{id}}}.
- Für {\displaystyle G=\mathbb {G} _{a}} ist {\displaystyle F} der gewöhnliche Frobeniushomomorphismus {\displaystyle \phi _{p}\colon A\to A} für Ringe {\displaystyle A=\mathbb {G} _{a}(A)}. (Da der Frobeniusmorphismus ohne Rückgriff auf die Gruppenstruktur definiert ist, ist die Inklusion {\displaystyle \mathbb {G} _{m}(A)\subseteq \mathbb {G} _{a}(A)} mit ihm kompatibel.) Die Verschiebung ist trivial: {\displaystyle V=0}.
- Ist {\displaystyle X} eine abelsche Varietät über einem Körper der Charakteristik {\displaystyle p} (allgemeiner ein abelsches Schema), dann ist die folgende Sequenz exakt, wenn {\displaystyle {}_{F}X} jeweils für den Kern des entsprechenden Morphismus {\displaystyle F\colon X\to Y} steht:[8]

{\displaystyle 0\to {}_{F^{n}}X\to {}_{p^{n}}X{\stackrel {F^{n}}{\longrightarrow }}{}_{V^{n}}X^{(p^{n})}\to 0}

## Arithmetischer und geometrischer Frobenius
Sei {\displaystyle X} ein Schema über {\displaystyle k=\mathbb {F} _{q}}, weiter {\displaystyle {\bar {k}}} ein algebraischer Abschluss von {\displaystyle k} und {\displaystyle {\overline {X}}=X\times _{{\text{Spec }}k}{\text{Spec }}{\bar {k}}}. Der Frobeniusautomorphismus {\displaystyle \phi _{q}\in {\text{Gal}}({\bar {k}}/k)} wird in diesem Kontext arithmetischer Frobenius genannt, der inverse Automorphismus {\displaystyle \phi _{q}^{-1}} geometrischer Frobenius. Weil {\displaystyle {\overline {X}}} über {\displaystyle k} definiert ist, ist {\displaystyle {\overline {X}}^{(q/{\bar {k}})}\cong {\overline {X}}}, und der relative Frobenius ist {\displaystyle F_{{\overline {X}}/{\bar {k}}}=\phi _{q,X}\times {\text{id}}_{\bar {k}}}. Es gilt (auch nach der definierenden Gleichung des relativen Frobenius)
{\displaystyle \phi _{q,{\overline {X}}}=({\text{id}}_{X}\times \phi _{q,{\bar {k}}})\circ (\phi _{q,X}\times {\text{id}}_{\bar {k}})}
Ist {\displaystyle G} eine konstante Garbe auf {\displaystyle {\overline {X}}_{\text{et}}}, induziert {\displaystyle \phi _{q,{\overline {X}}}} die Identität auf der Kohomologie von {\displaystyle G}, so dass nach der obigen Gleichung der relative Frobenius {\displaystyle \phi _{q,X}\times {\text{id}}_{\bar {k}}} mit seiner aus der Geometrie kommenden Komponente {\displaystyle \phi _{q,X}} und der geometrische Frobenius {\displaystyle {\text{id}}_{X}\times \phi _{q,{\bar {k}}}^{-1}} dieselbe Wirkung haben.